# Tivissa
Tivissa är en kommun i Spanien.   Den ligger i provinsen Província de Tarragona och regionen Katalonien, i den östra delen av landet, 400 km öster om huvudstaden Madrid. Antalet invånare är 1 818. Arean är 209 kvadratkilometer. Tivissa gränsar till L'Ametlla de Mar, Vandellòs i l'Hospitalet de l'Infant, El Perelló, Garcia, Els Guiamets, Capçanes, Colldejou, Pratdip, Rasquera, Ginestar, Benissanet, Móra d'Ebre och Móra la Nova. 
Terrängen i Tivissa är huvudsakligen kuperad.
Tivissa delas in i:
- La Serra d'Almos